# Calamity
Calamity (originalment en francès, Calamity, une enfance de Martha Jane Cannary) és un llargmetratge familiar d'animació francodanès del 2020 dirigit per Rémi Chayé. La pel·lícula es basa lliurement en la vida de la fronterera estatunidenca Martha Jane Canary. S'ha subtitulat al català.

## Argument
Martha Jane Cannary, el seu pare i les seves germanes, viatgen amb una caravana per l'oest americà fins a Oregon. Quan el seu pare és ferit pel seu cavall, se sent obligada a fer un pas i fer-se càrrec del carruatge de la seva família. No obstant això, el líder del seu grup, Abraham, assigna al seu fill Ethan el relleu del pare de Martha. Es produeix un conflicte entre la Martha i l'Ethan mentre lluita per alliberar-se del paper de gènere que se li assigna, mentre ell lluita per guanyar-se l'aprovació del seu pare. La Martha decideix passar les nits en secret entrenant-se en el llaç i muntar a cavall, i posant-se pantalons, una cosa que era tabú, ja que s'esperava que les dones portessin vestits i faldilles.
Un dia, el seu grup es troba amb un soldat estatunidenc, Samson, que els informa que van en la direcció equivocada. Mentre Abraham està disgustat per aquest desafiament a la seva autoritat, el grup decideix confiar en el soldat i canviar de rumb. La Martha s'apropa al soldat mentre ell l'ajuda a prendre el control del carruatge de la seva família d'Ethan. Després d'una baralla especialment dolenta amb l'Ethan en què aquest aprofita per poder-li estirar els cabells, ella decideix tallar-se'ls. Una nit, el soldat desapareix misteriosament juntament amb alguns objectes valuosos del grup. La caravana sospita que la Martha va ajudar el soldat a robar els seus objectes, així que decideix deixar enrere la seva família.
Havent-se convertit en una marginada tant per a la seva família com per als seus amics, la Martha decideix fugir a buscar el soldat que els va robar. Al llarg del camí, coneix en Jonas, un jove sol que busca una manera de guanyar diners. Tot i que al principi l'enganya perquè cregui que és un nen i que la seva família li oferiria una recompensa pel seu retorn segur, finalment es fan amics després d'escapar de ser capturats per un altre grup de viatgers. La Martha arriba a un campament militar on sospita que és el soldat. Coneix Madame Moustache i l'ajuda a trobar l'or a la mina que té; a canvi, ajuda a la Martha a colar-se al campament militar. Quan troba en Samson, descobreix que Ethan va ser qui li va donar els objectes, per tal de subornar-lo perquè abandonés el grup. Jonas decideix treballar la mina d'or de Madame Moustache, i la Martha finalment és capaç de trobar i tornar a la seva caravana. En demostrar-los que ser dona no li impedeix ser capaç de sobreviure al Salvatge Oest, és acceptada de nou al grup.

## Repartiment
- Salomé Boulven com a Martha Jane Cannary
- Alexandra Lamy com a Madame Moustache
- Alexis Tomassian com a Samson
- Jochen Hägele com a Abraham
- Léonard Louf com a Jonas
- Santiago Barban com Ethan
- Damien Witecka com a Robert
- Bianca Tomassian com a Eva
- Jérémy Bardeau com a Carson
- Philippe Vincent com a Paterson
- Jérôme Keen com a coronel
- Pascal Casanova com a Sherif
- Violette Samama com a Stella
- Lévanah Solomon com Esther
- Délia Régis com a Lena
- Max Brunner com Elijah
- Gaspar Bellegarde com a Joe
- Kylian Trouillard com a Joshua
- Jean-Michel Vaubien com a Louis

## Música
La música original de la pel·lícula va ser composta per Florencia di Concilio. Un àlbum de banda sonora, format per 23 cançons de la pel·lícula, va ser llançat digitalment el 14 d'octubre de 2020 per 22D Music.
Llista de cançons
| 1.  | «Calamity, Opening»             | 1:56 |
| 2.  | «Reverie»                       | 0:46 |
| 3.  | «The Carcass»                   | 0:42 |
| 4.  | «The Caravans»                  | 0:47 |
| 5.  | «Scorn»                         | 0:43 |
| 6.  | «Becoming Calamity»             | 3:48 |
| 7.  | «Crossing the Valley»           | 1:12 |
| 8.  | «Bedtime Stories»               | 1:22 |
| 9.  | «Who Do You Think You Are?»     | 1:32 |
| 10. | «Ostracism»                     | 1:11 |
| 11. | «Lock Her Up!»                  | 0:53 |
| 12. | «Escape»                        | 1:50 |
| 13. | «Encounter»                     | 0:36 |
| 14. | «Jonas»                         | 1:22 |
| 15. | «Breaking the Chain»            | 1:01 |
| 16. | «Hot Springs»                   | 1:46 |
| 17. | «The Vein»                      | 2:01 |
| 18. | «The Costume»                   | 1:26 |
| 19. | «The Haul»                      | 1:11 |
| 20. | «Calamity, Epilog»              | 5:16 |
| 21. | «Calamity, End Credits»         | 2:57 |
| 22. | «Je m'appelle Calamity»         | 3:11 |
| 23. | «Becoming Calamity (Version 2)» | 2:08 |

## Estrena
Calamity va tenir una estrena limitada a França el juny de 2020. Aleshores va participar en la categoria de llargmetratges del Festival de Cinema d'Animació d'Annecy que es va celebrar virtualment a causa de la pandèmia de COVID-19, on va guanyar el Cristall per a un llargmetratge.
La pel·lícula es va estrenar als Estats Units a l'Animation First Film Festival el 5 de febrer de 2021.

## Resposta crítica
La pel·lícula ha estat elogiada pel seu estil visual minimalista únic que renuncia a utilitzar contorns per a personatges i objectes. Fabier Lemercier comenta com "afavoreix la senzillesa de la línia en una explosió de colors".
No obstant això, el final de la pel·lícula va ser criticat per Vassilis Kroustallis que diu que "intenta lligar tots els extrems solts en l'acte final, i sembla perdre de vista el fet que l'autèntica Calamity va haver de tornar a crear la seva pròpia comunitat des del principi en lloc de tornar als seus antics costums."

## Premis
| Llista de premis i nominacions               | Llista de premis i nominacions | Llista de premis i nominacions | Llista de premis i nominacions | Llista de premis i nominacions | Llista de premis i nominacions |
| Premi                                        | Data                           | Categoria                      | Receptors                      | Resultat                       | Ref.                           |
| -------------------------------------------- | ------------------------------ | ------------------------------ | ------------------------------ | ------------------------------ | ------------------------------ |
| Festival de Cinema d'Animació d'Annecy       | 20 de juny de 2020             | Cristal a la millor pel·lícula | Rémi Chayé                     | Guanyador                      | [ 5 ]                          |
| Festival Internacional d'Animació de Bucheon | 27 d'octubre de 2020           | Premi del Jurat                | Henri Magalon Claire La Combe  | Guanyador                      | [ 9 ]                          |
| Festival Internacional d'Animació de Bucheon | 27 d'octubre de 2020           | COCOMICS Music Prize           | Florencia di Concilio          | Guanyador                      | [ 9 ]                          |
| Cinekid                                      | 16 d'octubre de 2020           | Millor pel·lícula per nens     | Henri Magalon Claire La Combe  | Guanyador                      | [ 10 ]                         |
| Premis del Cinema Europeu                    | 12 de desembre de 2020         | Millor pel·lícula d'animació   | Rémi Chayé                     | Nominat                        | [ 11 ]                         |
| IX Premis Días de Cine                       | 18 de gener de 2022            | Millor pel·lícula d'animació   | Rémy Chayé                     | Guanyador                      | [ 12 ]                         |